# Stéphanie Cohen-Aloro
Stephanie Cohen-Aloro (født 18. marts 1983 i Paris) er en kvindelig tennisspiller fra Frankrig, som har stoppet karrieren. Stephanie Cohen-Aloro startede sin karriere i 1998 og sluttede i 2011. 
5. oktober 2003 opnåede Stephanie Cohen-Aloro sin højeste WTA single rangering på verdensranglisten som nummer 61. 